# Экрен

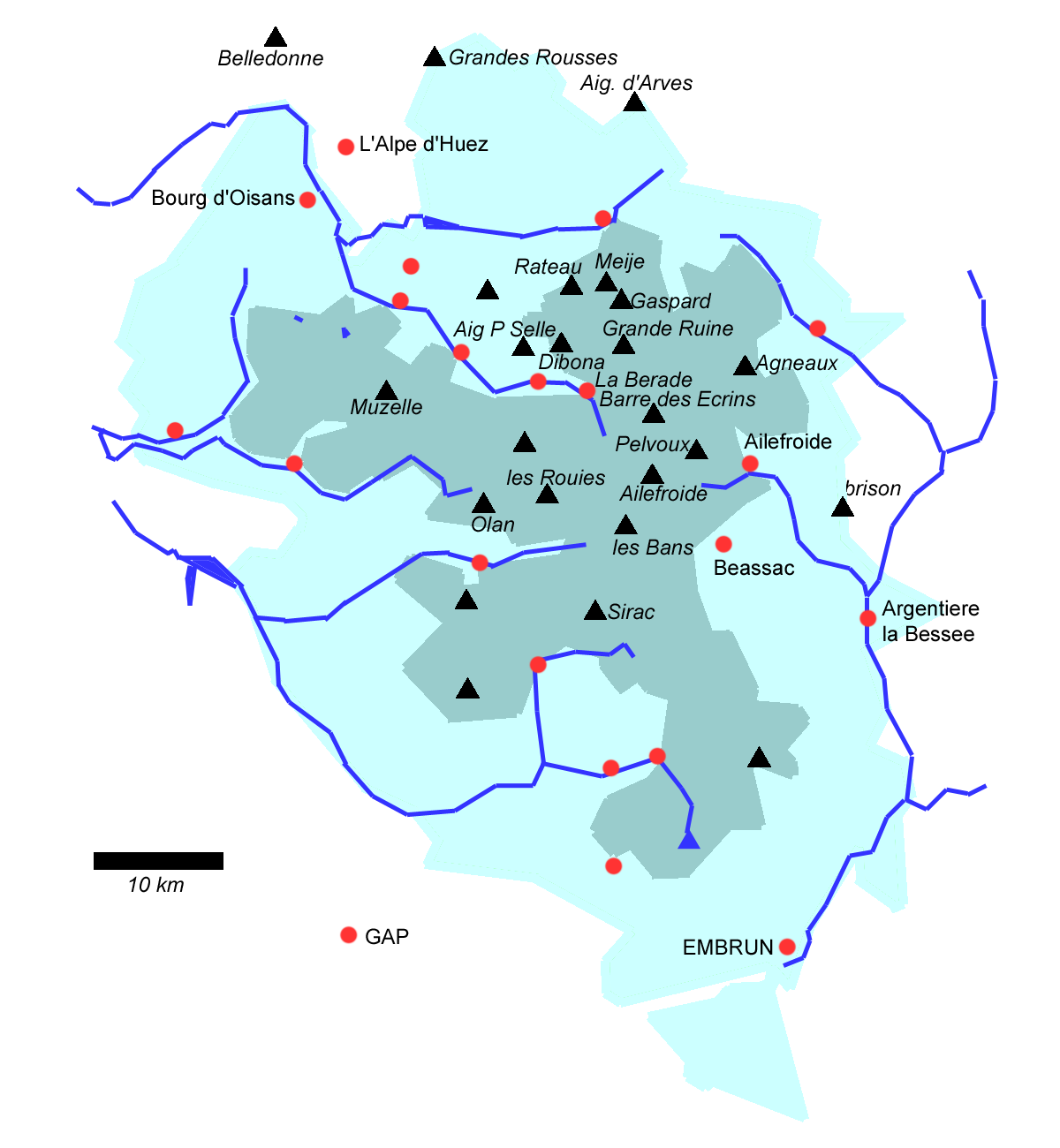
Схема парка

Национальный парк Экре́н (фр. Parc national des Écrins) — национальный парк площадью 91,8 тыс. га на территории Франции в Западных Альпах, включающий горный массив Пельву (фр. Pelvoux) с одноименным заповедником, расположенным на высотах до 4102 метров. Национальный парк был основан в 1973 году, став пятым национальным парком Франции. Дирекция парка находится за его пределами, в городе Гап.

## География
Парк расположен между городами Гренобль, Гап и Бриансон, на территории департаментов Изер и Верхние Альпы. Территория парка ограничена долинами рек Романш, Гизан, Дюранс и Драк.
В парке расположены более ста вершин выше 300 метров и около сорока ледников общей площадью 17 тысяч га. Три вершины имеют высоту свыше 4000 метров над уровнем моря:
- Барр-дез-Экрен, 4102 метра (самый южный четырёхтысячник Альп; вторая вершина Франции по высоте после Монблана);
- Пик Лори, 4086 метров (из-за небольшой относительной высоты входит только в расширенный список четырёхтысячников Альп);
- Дом-де-неж-дез-Экрен, 4015 метров[1].

Территория заповедника включает сосновые и дубовые леса, субальпийские и альпийские луга. Ландшафты относятся к гляциально-нивальному поясу и включают ледники, троги и кары. Наиболее распространенные представители животного мира — серна, альпийский сурок, беркут.
В парке проложены 740 км регулярно поддерживаемых троп и обустроены около 30 приютов.